# Joel Zwick
Joel Zwick (New York, 11 gennaio 1942) è un regista statunitense, attivo per il teatro, per la televisione e per il cinema.

## Filmografia
Cinema
- A.A.A. Detective chiaroveggente offresi (Second Sight) (1989)
- Il mio grosso grasso matrimonio greco (My Big Fat Greek Wedding) (2002)
- Se ti investo mi sposi? (Elvis Has Left the Building) (2004)
- Il mio grasso grosso amico Albert (Fat Albert) (2004)

Televisione
- Laverne & Shirley (1978 - 1980)
- Henry e Kip (1980 - 1982)
- Nancy, Sonny & Co. (1980 - 1981)
- The New Odd Couple (1982 - 1983)
- Webster (1983 - 1987)
- Brothers (1984 - 1985)
- Balki e Larry - Due perfetti americani (Perfect Strangers) (1986 - 1992)
- Gli amici di papà (Full House) (1987 - 1995)
- Otto sotto un tetto (Family Matters) (1989 - 1998)
- Una bionda per papà (Step by Step) (1992 - 1997)
- Getting By (1993 - 1994)
- On Our Own (1994 - 1995)
- Shake It Up! (2011 - 2013)